# Dominic Egli

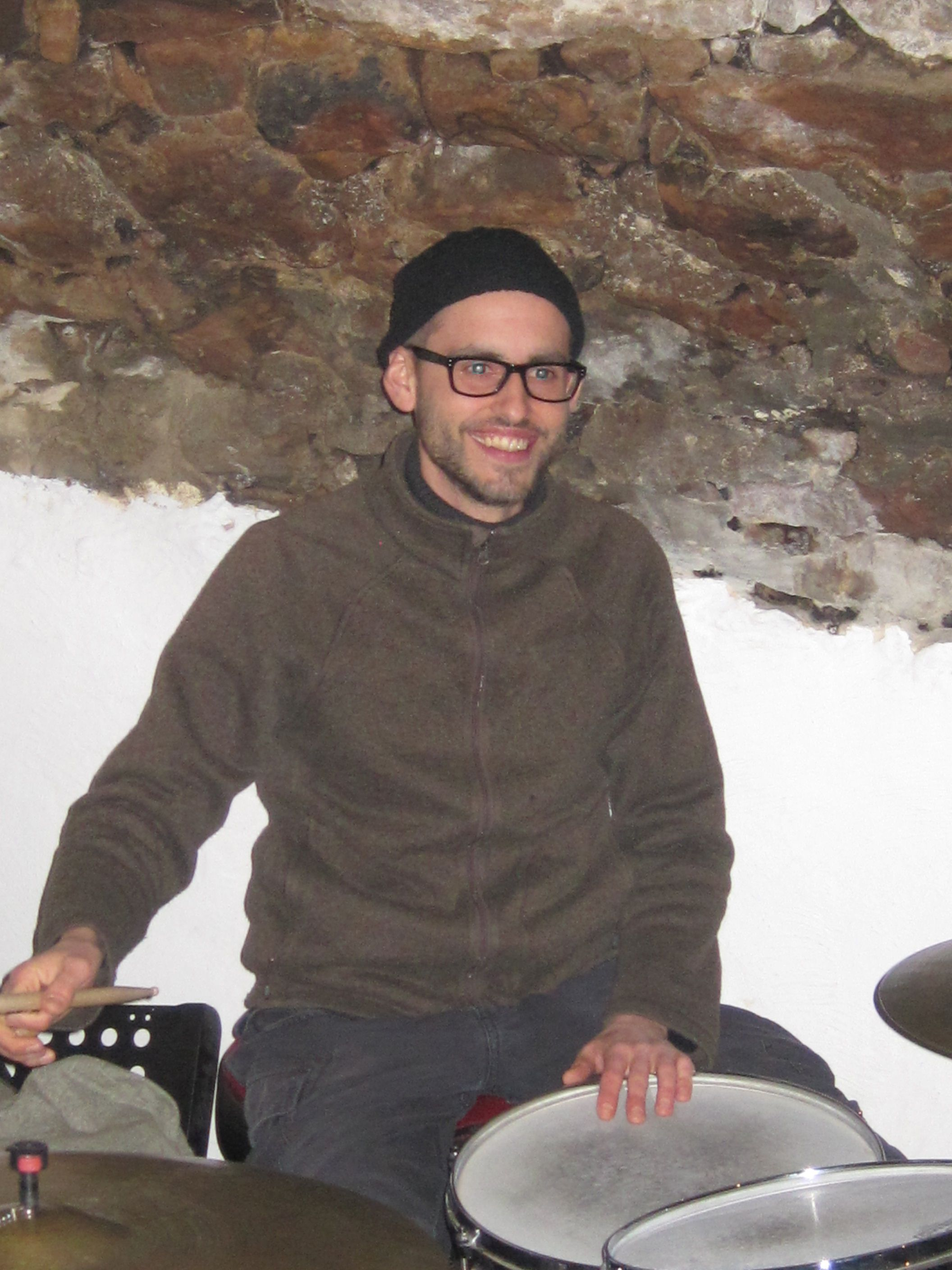
Dominic Egli, 10/2015 im Jazzclub Marburg

Dominic Egli (* 12. November 1976 in Obfelden) ist ein Schweizer Jazzschlagzeuger.

## Leben und Wirken
Egli absolvierte ab 1986 Musikkurse; er sang im Jugendchor und hatte Tambourunterricht. Von 1992 bis 1994 wurde er am Schlagzeug unterrichtet; daneben besuchte er Workshops an der Jazzschule Zürich. 1994 wurde er Mitglied im Jugendorchester des Konservatoriums Zürich, mit dem er auch auf USA-Tournée ging. Nach Förderung durch den Bassisten Peter Frei wurde er 1996/97 Mitglied im Swiss Youth Jazz Orchestra, das mit den Solisten Bob Berg, Randy Brecker, Bill Pierce und Mark Soskin auftrat. Zwischen 1997 und 2001 studierte er an der Swiss Jazz School bei Billy Brooks. Daneben hatte er während eines dreimonatigen Aufenthalts in New York Unterricht bei Billy Hart.
2001 bildete Egli ein eigenes Trio Plurism, das er später erweiterte, 2023 zu einem Quintett mit einer südafrikanischen Frontlinie mit Trompeter Feya Faku und den Saxophonisten Mthunzi Mvubu und Sisonke Xonti, und mit dem bisher fünf Alben erschienen. Daneben gehörte er zu den Gruppen von Robert Lakatos, Jean-Paul Brodbeck, Domenic Landolf, Araxi Karnusian, Daniel Schläppi, Luca Stoll, Pauline Ganty und Tobias Preisig sowie den Bands Dirty Chicken, Odem, Mats Up, Standard Movement und ZAR. Auch spielte er Konzerte mit Tony Lakatos, George Robert, Roman Schwaller, Dado Moroni, Marcus Wyatt, Paul Hanmer, Franco Ambrosetti und Don Friedman.

## Preise und Auszeichnungen
Egli gewann 1998 den Förderpreis beim internationalen Jazztreffen Generations in Frauenfeld. 2000 wurde er mit dem Robi Lakatos Trio beim Wettbewerb Contemporary Patterns mit einem ersten Preis ausgezeichnet.

## Diskographische Hinweise
- Christian Münchinger Quartet: Nimbus Dance (Mons Records 2002)
- Gabriele Donati feat. Richie Beirach: All in That Sky (2002)
- Andy Scherrer: Serenity: Tribute to Joe Henderson (Unit Records 2003)
- Domenic Landolf: Wanderlust (Pirouet Records 2003)
- Jean-Paul Brodbeck Trio: Ways to You (Universal/Emarcy 2004)
- K:E:B: Gunzgen Süd (2008, mit Araxi Karnusian, Michael Bucher)
- Jochen Baldes Kobal: Ach Anna (Double Moon Records 2009)
- Dominic Eglis Plurism: Untitled Yet (Unit Records 2011, mit Donat Fisch, Raffaele Bossard)
- Dominic Eglis Plurism: Azania in Mind (Unit Records 2018, mit Feya Faku, Ganesh Geymeier, Donat Fisch, Raffaele Bossard sowie Houry Dora Apartian-Friedli, Lisette Spinnler, Siya Makuzeni)
- Dominic Eglis Plurism: Umhlangano (Unit Records 2024, mit Feya Faku, Mthunzi Mvubu, Sisonke Xonti, Raffaele Bossard)[2]

## Lexikalische Einträge
- Bruno Spoerri (Hrsg.): Biografisches Lexikon des Schweizer Jazz. CD-Beilage zu: Bruno Spoerri (Hrsg.): Jazz in der Schweiz. Geschichte und Geschichten. Chronos-Verlag, Zürich 2005, ISBN 3-0340-0739-6